# الخيوم (مناخة)

تعديل مصدري - تعديل

الخيوم هي إحدى قرى عزلة المغارب العليا بمديرية مناخة التابعة لمحافظة صنعاء، بلغ تعداد سكانها 400 نسمة حسب تعداد اليمن لعام 2004.